# Sensor de fluxo de calor

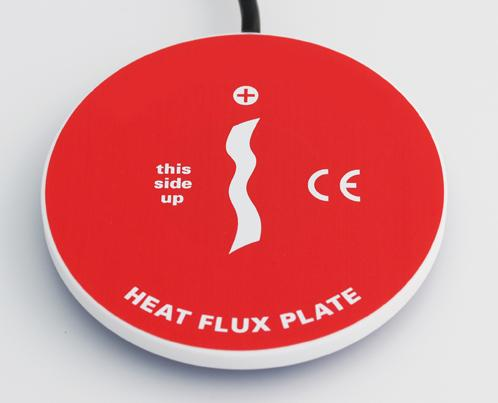
Placa de fluxo de calor típica, HFP01. Este sensor é tipicamente usado na medição da resistência térmica e fluxo de calor em envelopes de construção (paredes, telhados). Também este tipo de sensor pode ser cavado para medir o fluxo de calor do solo. Diâmetro 80 mm

Um sensor de fluxo de calor (inglês: Heat Flux Sensor; alemão: Wärmeflusssensor) é um transdutor que gera um sinal elétrico proporcional ao fluxo de calor aplicado à sua superfície. O fluxo de calor medido é dividido pela área de superfície fixa do sensor para determinar a densidade do fluxo de calor.
O fluxo de calor pode ter diferentes origens; em princípio calor convectivo, assim como calor radioativo como condutivo pode ser medido. Sensores de fluxo de calor são conhecidos sob diferentes nomes, tais como transdutores de fluxo de calor, calibradores de fluxo de calor, placas de fluxo de calor.
Alguns instrumentos que realmente são de uso único como sensores de fluxo de calor. Um instrumento que tem como único propósito a medição da radiação solar é o piranômetros. Outros sensores de fluxo de calor incluem Gardon gauges (também conhecido como um gauge de folha circular), termopilhas de filme fino, e Schmidt Boelter gauges. Em unidades SI o fluxo de calor é medido em watts, e a densidade do fluxo de calor é medida em watts por metro quadrado.

## Aplicações
Os sensores de fluxo de calor podem ser usados numa variedade de aplicações. Duas áreas promissoras são a análise da qualidade de isolamento térmico de edifícios e as propriedades de isolamento térmico de matérias têxteis. Esta funciona através da medição do coeficiente de transferência de calor do edifícios ou do objeto de têxtil de estudo. Além disso, as aplicações possíveis incluem a medição da velocidade de um fluxo de líquido e/ou gás, a determinação da temperatura por meio de métodos não invasivos e a medição da potência de um feixe de laser.

### Aplicações em edifícios
Muita energia é consumida diariamente para aquecimento e arrefecimento de edifícios, e estes geralmente não cumprem com a legislação padrões atuais referentes ao isolamento de edifícios. A este respeito, uma das aplicações mais importantes de sensores de fluxo de calor é o de controlar a qualidade do isolamento térmico no edifício através da medição da transmissão térmica do invólucro.
De acordo com a lei de transferência de calor, a densidade de fluxo de calor transmitido através da superfície de um invólucro, é diretamente proporcional à diferença de temperatura entre a superfície exterior e interior do objecto (por exemplo, uma parede). Este fator de proporcionalidade que é chamado de transmissão térmica ou valor U do invólucro. Neste caso, a relação entre a densidade de fluxo de calor medido pelo sensor de fluxo de calor e a diferença de temperatura em ambos os lados do compartimento fornece a informação necessária para calcular o coeficiente de transmissão térmica. Portanto, um valor de transmitância inferior térmica ou valor U indica um maior nível de isolamento.

### Aplicações na indústria têxtil
A magnitude da densidade do fluxo de calor também é um parâmetro importante para o design de roupa desportiva, roupa de proteção para bombeiros, roupa para trabalhadores da indústria metalúrgica ou trabalhadores expostos a baixas temperaturas, como por exemplo, trabalhos em câmaras frigorificas.

Aqui, a relação entre a densidade de fluxo de calor medido usando um sensor de fluxo de calor e a diferença de temperatura entre a superfície interior e exterior da peça de vestuário permite determinar o coeficiente de transferência de calor do tecido, necessário para o desenvolvimento de vestuário de proteção térmica.